# Pepsi-Cola in der Sowjetunion

Pepsi-Etikett in der UdSSR

Im Jahr 1972 wurde Pepsi-Cola das erste amerikanische Konsumgut, das in der Sowjetunion hergestellt, vermarktet und verkauft wurde. Im Gegenzug erhielt die PepsiCo, Inc. Stolichnaya Wodka und im Jahr 1989 sowjetische Kriegsschiffe.

## Beginn des Handels

### Die Anfänge
Im Vergleich zu der in den ersten Nachkriegsjahren herrschenden wirtschaftlichen Isolierung zwischen Ost und West verbesserten sich die ökonomischen Ost-West-Beziehungen ab der Mitte der 1950er-Jahre. Für die Sowjetunion hörte der Export damit auf, „ein bloßes ‚Abstoßen von Überschüssen‘ zu sein“.
Laut Matthias Schmitt überlegte die sowjetische Regierung auch die Aufgabe des Imports neu, dass er nicht nur verwendet wird, um „Planungslücken zu decken, sondern wird zu einer zwangsläufigen Notwendigkeit, um den Anschluss an den internationalen Leistungsstandard zu finden“.

„Ich musste eine Pepsi in  Chruschtschows Hand bekommen“

Schon früh zeigte Pepsi Interesse am großen sowjetischen Markt, auch da der große Konkurrent Coca-Cola in der UdSSR nicht aktiv war, und so erreichte Donald M. Kendall, der als Pepsi-Manager für die internationalen Märkte zuständig war, 1959 den ersten Erfolg. Am 24. Juli 1959 bei einer Ausstellung amerikanischer Wirtschaft und Kultur in Moskau nahm der sowjetische Regierungschef Nikita Chruschtschow nach einer Unterredung (die als Küchendebatte bekannt ist) mit US-Vizepräsident Richard Nixon seinen wohl ersten Schluck Pepsi-Cola. Bereits in der Nacht zuvor erzählte Kendall Nixon, der zuvor Anwalt von PepsiCo war, von seinem Ziel, eine Pepsi in Chruschtschows Hand zu bekommen. Bei der Ausstellung wurden etwa drei Millionen Becher Pepsi-Cola getrunken.

### Die ersten Verträge

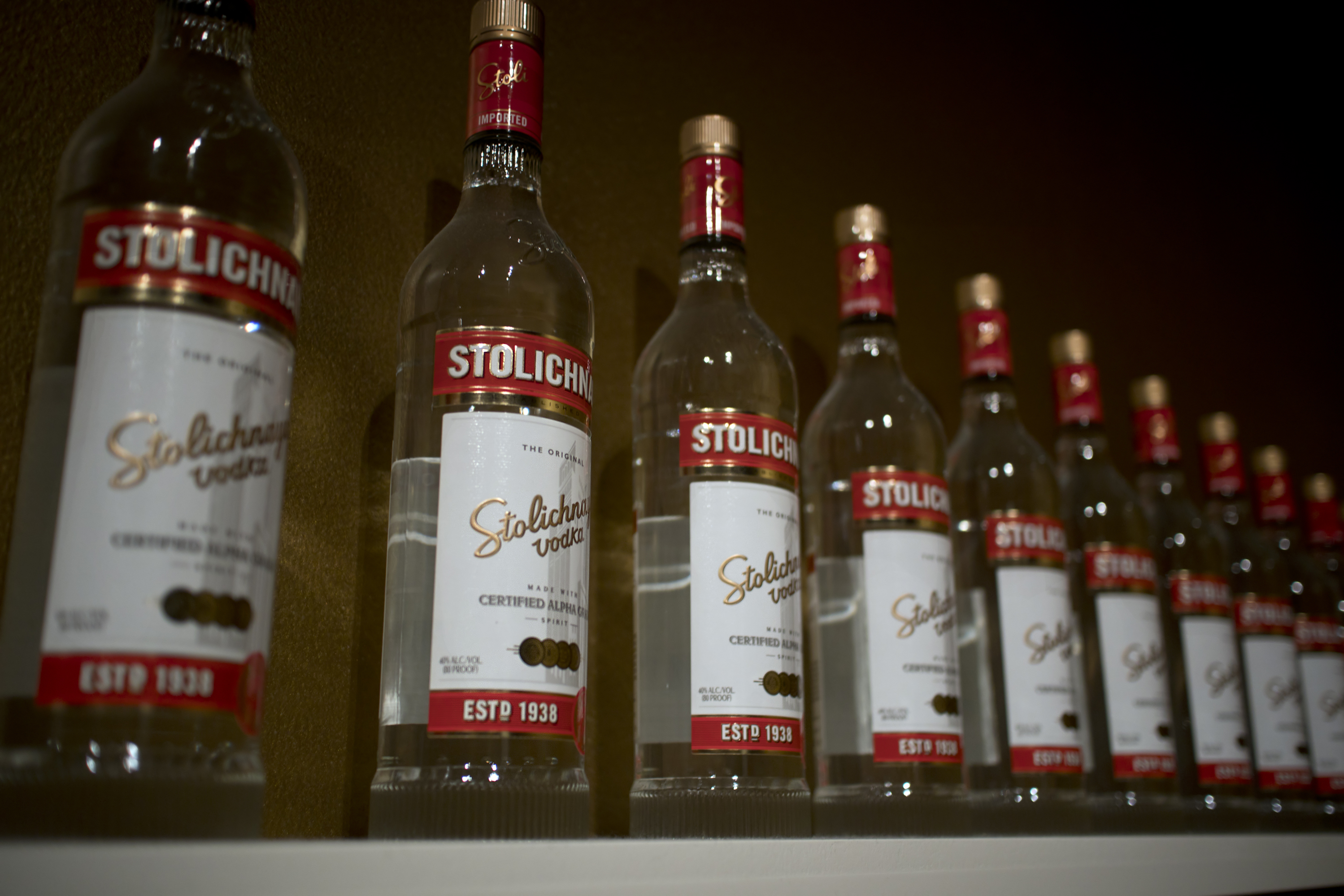
Stolichnaya Wodka

Es dauerte jedoch noch bis zum Jahr 1972, bis Pepsi mit der UdSSR Verträge schloss, die die Herstellung, Vermarktung und den Verkauf von Pepsi-Cola in der Sowjetunion beschlossen. Somit wurde Pepsi die erste offizielle kapitalistische Handelsmarke in der Sowjetunion. Gehandelt wurde das Pepsi-Cola-Konzentrat, das in neu entstehenden sowjetischen Fabriken mit Wasser verdünnt und abgefüllt wurde, gegen Stolichnaya Wodka und dessen exklusive Rechte am Verkauf in den USA. Das Tauschgeschäft gegen Wodka entstand, da der sowjetische Rubel weder in andere Währungen umtauschbar war noch ausgeführt werden durfte.
Dass Pepsi in dieser Zeit den Handel mit der UdSSR begann, ist kein Einzelfall, denn in den Jahren 1971 bis 1975 stieg das gesamte Ost-West-Geschäft von ca. 20 auf 50 Milliarden Dollar und neben dem amerikanisch-sowjetischen Handelsabkommen vom Oktober 1972 wurden in den Jahren 1972 bis 1974 41 Verträge zwischen den USA und der Sowjetunion geschlossen (zum Vergleich: zwischen 1933 und 1980 wurden insgesamt 105 Verträge verhandelt). Damit erreichte der Ost-West-Handel eine Größe, bei der er „ein essentieller Bestandteil östlicher Wirtschaftspolitik und ihrer ökonomischen Planung“ wurde. Besonders war beim Pepsi-Abkommen jedoch die Art des Warenhandels. Der Handel zwischen Ost und West entsprach insgesamt nämlich der komplementären Warenstruktur „Rohstoffe gegen Industrieware“ anstatt des zwischen Industriestaaten üblichen Musters des substitutiven Handels, also Handel von gleichartigen Waren, wie es beim Tausch Pepsi gegen Wodka jedoch der Fall war.

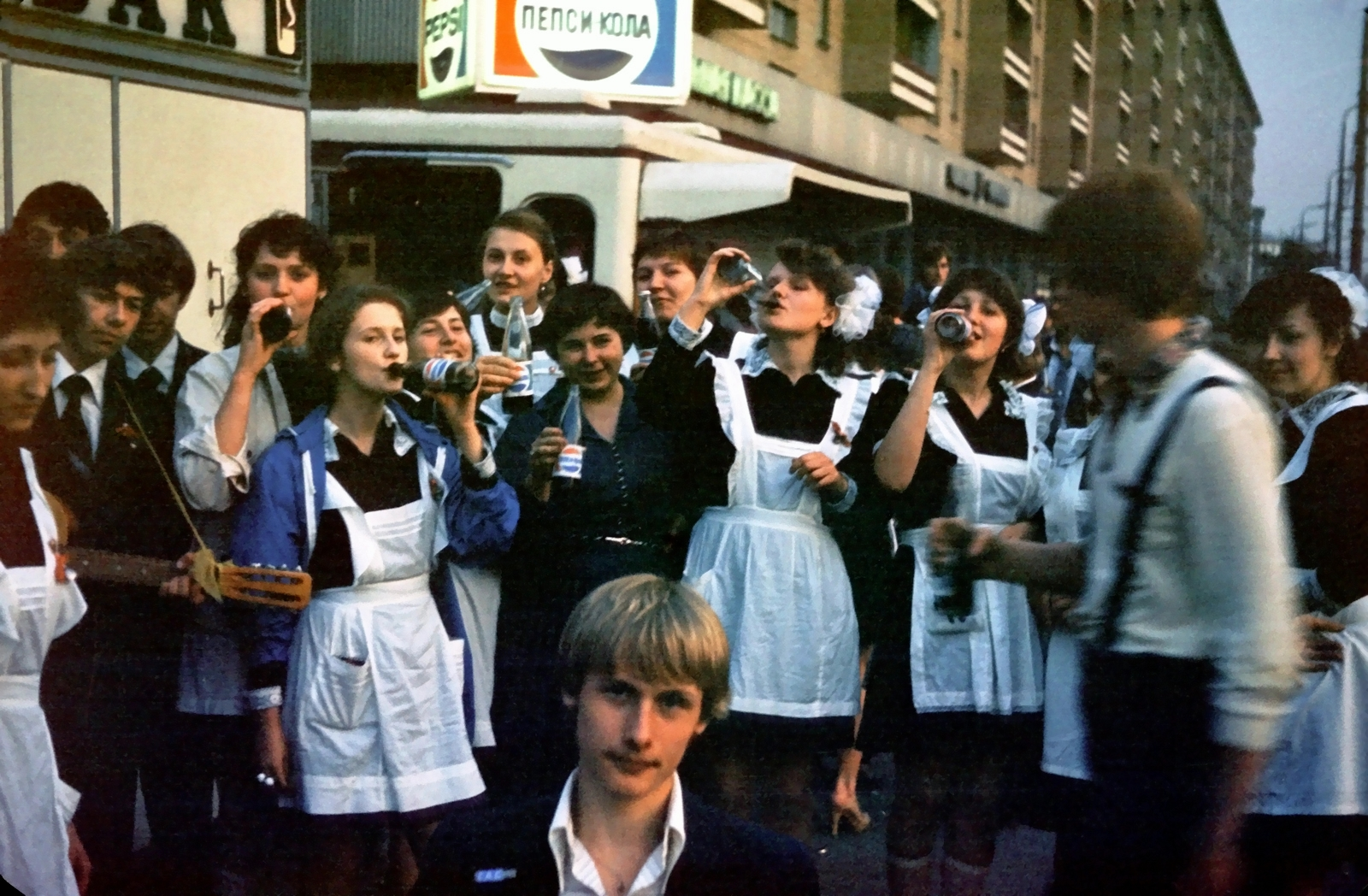
Pepsi-Verkauf in Moskau am 25. Mai 1981

Im Jahr 1974 eröffnete in der Stadt Noworossijsk die erste Pepsi-Fabrik auf sowjetischem Boden. Bis 1982 entstanden acht und bis 1989 21 weitere Pepsi-Fabriken in der Sowjetunion. Das Geschäft war für beide Seiten lohnend; so erwirtschaftete Pepsi 1989 durch den Deal ca. 500 Millionen Dollar Umsatz und auch die sowjetische Regierung zog Millionen aus den Verkäufen der für die Bürger im Vergleich zu anderen Softgetränken doppelt so teuren Pepsi-Cola.

## Der Kriegsschiffe-Deal
Schon zu Beginn der Perestroika-Reformen zielte Michail Sergejewitsch Gorbatschow auf stärkere Arbeitsdisziplin und somit auf Leistungssteigerungen in der Wirtschaft, wobei ein großer (und im Volk nicht sehr beliebter) Schritt zur Erreichung dieser sein „Kampf gegen den Wodka“ war. Die Drosselung des Wodka-Verkaufs in der UdSSR betraf jedoch nicht den Pepsi-Handel. Problematisch war hingegen, dass im Gegensatz zu den hohen Verkaufszahlen von Pepsi-Cola in der Sowjetunion, die Verkäufe des Stolichnaya-Wodka auf dem westlichen Markt sanken. Den außergewöhnlichen Ausweg aus diesem Problem stellte die Übergabe von neuen Öltankern und älteren sowjetischen Kriegsschiffen (17 U-Boote, ein Kreuzer, eine Fregatte und ein Zerstörer für je ca. 150.000 Dollar) als Bezahlung an PepsiCo dar. Diese wurden wenige Tage später an ein schwedisches Abwrackunternehmen verkauft.
1990 wurde der Deal noch erweitert und mit einem Wert von 3 Milliarden Dollar zu dem bis dahin größten Deal zwischen einer US-amerikanischen Firma und der UdSSR. Neben Wodka sollte PepsiCo zehn sowjetische Frachter und Tanker erhalten.
Mit dem Zerfall der Sowjetunion 1991 brach schließlich aber auch der Deal zusammen. So war unter anderem die Werft, in der die Schiffe für Pepsi gebaut bzw. gehalten wurden, in der unabhängigen Ukraine, weshalb PepsiCo letztlich auf die Schiffe verzichtete. Während Pepsi viele neue und lange Verhandlungen führen musste, wurde ihr Konkurrent Coca-Cola, der seit 1986 auch in der UdSSR produzierte und verkaufte (im Tausch gegen Lada-Autos), immer stärker auf den Märkten der Ost-Staaten und letztlich auch Marktführer in Osteuropa.